# Liběšice (ort i Tjeckien, Okres Litoměřice)
Liběšice är en ort i Tjeckien.   Den ligger i distriktet Okres Litoměřice och regionen Ústí nad Labem, i den nordvästra delen av landet, 50 km norr om huvudstaden Prag. Liběšice ligger 253 meter över havet och antalet invånare är 1 401.
Terrängen runt Liběšice är kuperad åt nordväst, men åt sydost är den platt.Runt Liběšice är det ganska glesbefolkat, med 35 invånare per kvadratkilometer. Närmaste större samhälle är Litoměřice, 11,8 km väster om Liběšice. Trakten runt Liběšice består till största delen av jordbruksmark.